# Richard Allen Rogers

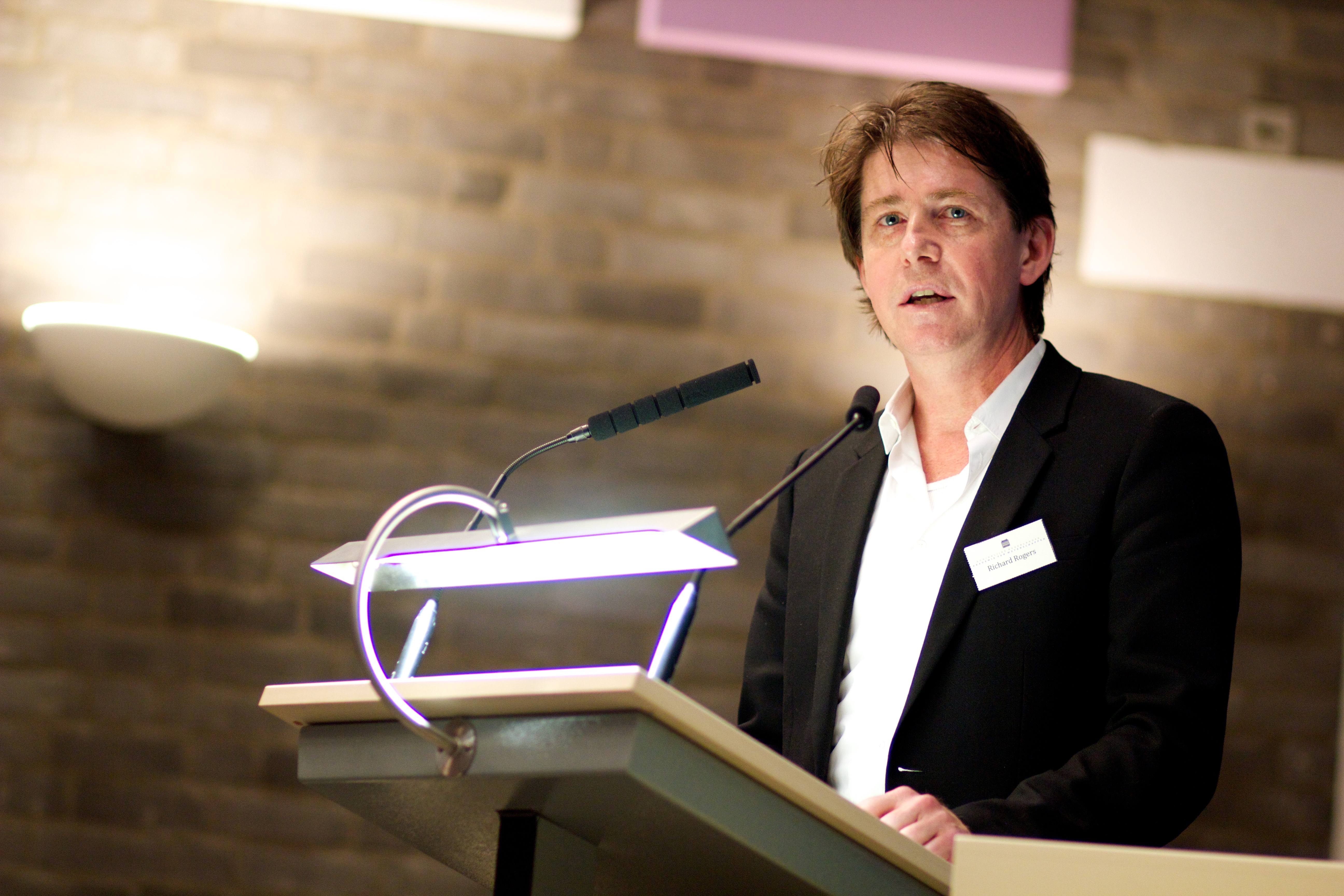
Richard Rogers

Richard Allen Rogers (1965) is een Nederlands hoogleraar aan de Universiteit van Amsterdam, waar hij een leerstoel heeft in het domein  Nieuwe Media & Digitale Cultuur.

## Levensloop
Rogers behaalde zijn PhD en MSc in Science and Technology Studies aan de Universiteit van Amsterdam (UvA), en zijn B.A. in Politicologie en Duits aan Cornell University.
In het verleden heeft Rogers gewerkt als senior adviseur voor Infodrome, een Nederlandse denktank voor de overheid op het gebied van de informatiesamenleving (1999 tot 2002). Verder heeft hij gewerkt als onderzoeker en begeleider in computer gerelateerd design aan de Royal College of Art (Londen), als mede-onderzoeker in Design en Media aan de Jan van Eyck Academie (Maastricht), als onderzoeker in ‘technology assessment’ aan het Wissenschaftszentrum Berlin fuer Sozialforschung] (WZB) en in Strategisch Computeren in de Publieke Sector aan de Harvard University (JFK School).
Hij is directeur van de Govcom.org Stichting – waar onderzocht wordt hoe het web van andere media verschilt in hoe het de waarde van kennis en informatie beoordeelt – en verder is hij oprichter van het Digital Methods Initiative. Zijn academische werk richt zich vooral op Web epistemologie, een studiegebied waarin hoofdzakelijk de claim wordt gemaakt dat het Web verschilt van andere media in hoe het de waarde van kennis en informatie  beoordeelt.
Voor zijn boek "Information Politics on the Web" (MIT Press, 2004/2005) werd hij in 2005 onderscheiden met de "Information Science Book Award" van de American Society for Information Science and Technology (ASIS&T).

## Govcom.org
In de afgelopen decennium hebben Rogers en de Govcom.org Stichting, verschillende onderzoek-fondsen gekregen; o.a. van de Nederlandse overheid (het Ministerie van Buitenlandse Zaken en het Ministerie van Onderwijs, Cultuur en Wetenschap), de Open Society Institute en de Ford Foundation. Rogers' werk met Govcom.org concentreert zich op onderzoeksmogelijkheden die onmogelijk of onwaarschijnlijk waren geweest zonder het internet. Hierbij worden informatie-tools gebouwd die data opleveren wat vervolgens bestudeerd wordt.